# Rue Lacaze
La rue Lacaze est une voie du 14e arrondissement de Paris, en France.

## Situation et accès
La rue Lacaze est une voie publique située dans le 14e arrondissement de Paris. Elle débute au 128, rue de la Tombe-Issoire et se termine au 35, rue du Père-Corentin.

## Origine du nom

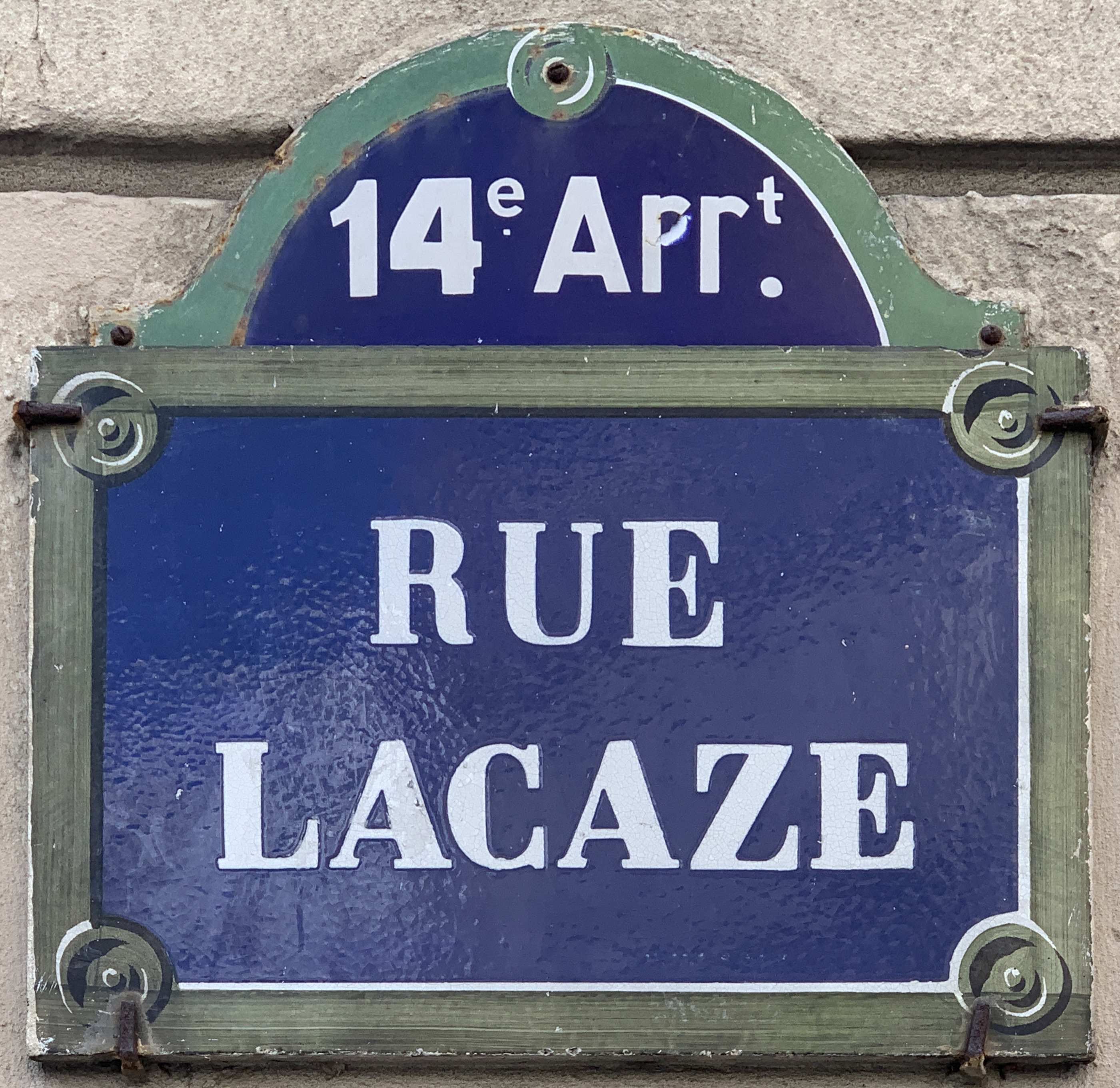
Plaque de la rue.

Cette rue porte le nom du médecin et philanthrope Louis La Caze (1799-1869) qui légua au musée du Louvre sa collection de tableaux.

## Historique
Cette voie, ouverte sur la commune de Montrouge rattachée à Paris en 1860, est dénommée avant cette date « rue des Chemins-de-Fer » à cause du chemin de fer d'Orléans et du chemin de fer de Ceinture. Elle reçoit sa dénomination actuelle par décret du 10 février 1875 en remerciement de la donation effectuée en faveur du musée du Louvre.